# Ivory Tower
Ivory Tower ist eine deutsche Progressive-Metal- und Heavy-Metal-Band aus Hamburg, Kiel und Rendsburg (Schleswig-Holstein), die im Jahr 1996 gegründet wurde.

## Geschichte

### 1996–1998: Gründung, erste Einspielungen und Erfolge
Nachdem sich die Band Ax ’n Sex im Jahre 1996 aufgelöst hatte, gründeten die Mitglieder Andrè Fischer (Gesang), Thorsten Thrunke (Schlagzeug) und Sven Böge (Gitarre) die Band Steiger. Stephan Machon (Keyboard) und Stephan Laschetzki (Bass) stießen mit zur Band dazu, die sich nach vermehrten Hinweisen, ihr Name sei unpassend, in Ivory Tower umbenannte. Ivory Tower wurde 1997 von Limb Music unter Vertrag genommen. Die erste offizielle und selbstbetitelte CD wurde 1998 weltweit veröffentlicht. Unter anderem spielte sie in dieser Zeit als Support von Motörhead, Doro, Fates Warning und Candlemass.

### 1999–2001: Tour, Enttäuschungen und persönliche Gründe
Im März und April 1999 tourte Ivory Tower dann als Support von Mob Rules und Murder One durch Deutschland. Diese Tour empfanden die Musiker als anstrengend, insbesondere weil sie keine organisatorische Unterstützung durch ihr Label erfuhren. Im Sommer 1999 wurde das Album Beyond the Stars aufgenommen und anschließend im April 2000 veröffentlicht. Im Frühsommer 2000 verließ Machon aus privaten Gründen die Band. Das Finden und Einarbeiten eines Nachfolgers entpuppte sich als ein schwieriges Unterfangen. 2001 tat es ihm Laschetzki gleich. Im selben Jahr wurde auch die Zusammenarbeit mit Limb Music beendet. Nach einer langjährigen Pause arbeiteten Böge (Gitarre) und Fischer (Gesang) gemeinsam an einem neuen Album mit dem Arbeitstitel „IT“.

### 2006–2007: Besetzungswechsel, Arbeiten am AlbumSubjective Enemy, erneute Pause
2006 machten Stefan Ikert (Bass) und Florian Tabbert (Schlagzeug) die Band vorerst komplett. Zusammen wurden einige Konzerte unter anderem für das Headbanger’s Open Air und das Metal Bash gespielt. 2007 wurde die Band dann von Pure Steel Records unter Vertrag genommen. Im Jahr darauf wurde das Album Subjective Enemy, das den Arbeitstitel „IT“ getragen hatte, aufgenommen und weltweit veröffentlicht. Nach diesem Album pausierte die Band abermals, bevor die Arbeiten am Album IV begannen. Die Lieder des Albums wurden kompakter und weniger komplex.

### Seit 2011: Labelwechsel, Veröffentlichung vonIV, Neubesetzung
2011 wechselte die Band zum Label d.o.t.t. (dust on the tracks), über das dann auch das Album IV veröffentlicht wurde. 2012 trat Jörn Marco Matthies (Keyboard, Gitarre) der Band bei. Im Jahr 2014 verließen sowohl Florian Tabbert (Schlagzeug) als auch Andrè Fischer (Gesang) die Band und wurden durch Florian Karbaum (Schlagzeug) und kurzfristig durch Heiko Kunde (Gesang) ersetzt.

### 2014–2019: Labelwechsel, Besetzungswechsel, Arbeiten am AlbumStronger
Mitte 2014 konnte Florian Karbaum (Schlagzeug) den Sänger Dirk Meyer für die Band gewinnen, welcher nun offiziell Andrè Fischer ersetzt. Ab 2015 begangen die ersten Arbeiten am neuen Album, welche jedoch immer wieder durch diverse Komplikationen zurückgeworfen wurden. Im Februar 2016 verließ Florian die Band und wurde erst übergangsweise und dann offiziell im Mai 2016 durch den Mitbegründer Thorsten Thrunke abgelöst. Der Band gelang es im November für Beyond the Black im Gruenspan in Hamburg den Support zu liefern. Kurz darauf stieg dann auch Jörn Marco Matthies aus der Band aus. Das Keyboard wurde erst im Januar 2017 durch Frank Fasold ersetzt. In dieser Besetzung ging es nun darum das Repertoire wieder sicher auf die Live-Bühnen zu übertragen. Ende 2017 konnten dann die Arbeiten am neuen Album wieder aufgenommen werden. Erneut wurden diese jedoch Mitte 2018 durch einen technischen Fehler gebremst, welcher dazu führte, dass diverse Songs neu eingespielt und eingesungen werden mussten. Ebenso gab es die Suche nach einem Cover-Artisten. Anfang 2019 war der Mix fertig zur Übergabe für das Mastern bei Fascination Street Studios. Die ersten Versionen einiger Songs konnten Massacre Records überzeugen und nahmen Ivory Tower am 2. Mai unter Vertrag. Ebenso die Booking-Agentur One For All zeigte Interesse und ging einen Deal ein. Der Release-Termin wurde auf Ende 2019 datiert.

## Stil
Die Band spielte anfangs Progressive Metal. Das Rock Hard bezeichnete den Stil sowohl als facettenreichen Progressive Metal zwischen Abgehobenheit und Bodenständigkeit als auch als „massenkompatiblen Progressive Metal“. Am häufigsten wurde er mit dem von Dream Theater verglichen. Die Vorlieben der Mitglieder lagen zu dieser Zeit bei Dream Theater, Fates Warning und Rush bis hin zum Jazz. Der Stil änderte sich ab 2012 in Richtung Heavy Metal. Die Lieder verzichten mehr und mehr auf komplexe und ausladende instrumentale Parts, das heißt, die Songstrukturen wurden grundsätzlich kompakter.

## Diskografie
- 1998: Ivory Tower (Album, Limb Music Products and Publishing (LMP))
- 2000: Beyond the Stars (Album, Limb Music Products and Publishing (LMP))
- 2008: Subjective Enemy (Album, Pure Steel Records)
- 2011: IV (Album, d.o.t.t. (dust on the tracks)[7])
- 2019: Stronger (Album, Massacre Records[8])
- 2024: Heavy Rain (Album, Massacre Records)